# Milena Canonero
Milena Canonero (Turim, 13 de julho de 1949) é uma figurinista italiana com trabalhos realizados para o cinema, teatro e televisão nos Estados Unidos, premiada quatro vezes com o  Oscar de melhor figurino.
Estudou arte e estilismo em Gênova, mudando-se depois para Londres, onde passou a ter contato com vários diretores ao criar figurinos para comerciais de televisão. Colaboradora constante do diretor Stanley Kubrick, seu primeiro trabalho de expressão no cinema e com o diretor foi em Laranja Mecânica (1971), após conhecê-lo no set de filmagem de 2001: Uma Odisseia no Espaço, em 1968. Voltou a trabalhar com Kubrick em Barry Lyndon (1975), quando ganhou seu primeiro Oscar junto com a sueca Ulla-Britt Söderlund,  e em O Iluminado (1980). Ganhou seu segundo Oscar com Carruagens de Fogo (1981) e o terceiro no filme Marie Antoinette (2006), de Sofia Coppola. Sua última estatueta foi com os figurinos de O Grande Hotel Budapeste, de 2014; nesta última premiação, recebeu inclusive os cumprimentos do primeiro-ministro da Itália, Matteo Renzi, pelo talento, graça e elegância, através do Twitter  e o mesmo trabalho também lhe deu o BAFTA de melhor figurino.  Muitos de seus trabalhos para o cinema podem ser vistos no itinerante Museu Stanley Kubrick.
Em televisão, Canonero também foi responsável pelos figurinos da série Miami Vice, em 1986.
É casada com o ator norte-americano Marshall Bell.